# Ivo Rodrigues
Ivo Tiago dos Santos Rodrigues, noto semplicemente come Ivo Rodrigues (Porto, 30 marzo 1995), è un calciatore portoghese, attaccante del Moreirense.

## Caratteristiche tecniche
È un esterno sinistro.

## Carriera

### Club
Cresciuto nelle giovanili del Porto, ha esordito con la squadra riserve il 21 agosto 2013 nel match vinto 1-0 contro il Portimonense.

### Nazionale
Nel 2015 ha partecipato con la nazionale Under-20 portoghese al Mondiale di categoria.

## Statistiche

### Presenze e reti nei club
Statistiche aggiornate al 3 giugno 2017.
| Stagione        | Squadra           | Campionato      | Campionato | Campionato | Coppe nazionali | Coppe nazionali | Coppe nazionali | Coppe continentali | Coppe continentali | Coppe continentali | Altre coppe | Altre coppe | Altre coppe | Totale | Totale |
| Stagione        | Squadra           | Comp            | Pres       | Reti       | Comp            | Pres            | Reti            | Comp               | Pres               | Reti               | Comp        | Pres        | Reti        | Pres   | Reti   |
| --------------- | ----------------- | --------------- | ---------- | ---------- | --------------- | --------------- | --------------- | ------------------ | ------------------ | ------------------ | ----------- | ----------- | ----------- | ------ | ------ |
| 2013-2014       | Porto B           | SL              | 33         | 2          |                 | -               | -               |                    | -                  | -                  |             | -           | -           | 33     | 2      |
| 2014-gen. 2015  | Porto B           | SL              | 22         | 13         |                 | -               | -               |                    | -                  | -                  |             | -           | -           | 22     | 13     |
| Totale Porto B  | Totale Porto B    | Totale Porto B  | 55         | 15         |                 | -               | -               |                    | -                  | -                  |             | -           | -           | 55     | 15     |
| gen. 2015       | Porto             | PL              | 0          | 0          | TP+TL           | 0+1             | 0               | UCL                | 0                  | 0                  |             | -           | -           | 1      | 0      |
| gen.-giu. 2015  | Vitória Guimarães | PL              | 3          | 0          | TP+TL           | 0+1             | 0               |                    | -                  | -                  |             | -           | -           | 4      | 0      |
| 2015-2016       | Arouca            | PL              | 30         | 3          | TP+TL           | 3+0             | 1+0             |                    | -                  | -                  |             | -           | -           | 33     | 4      |
| 2016-2017       | Paços Ferreira    | PL              | 26         | 0          | TP+TL           | 1+2             | 0               |                    | -                  | -                  |             | -           | -           | 29     | 0      |
| Totale carriera | Totale carriera   | Totale carriera | 114        | 18         |                 | 8               | 1               |                    | -                  | -                  |             | -           | -           | 122    | 19     |

## Palmarès

### Club

#### Competizioni nazionali
- Coppa del Belgio: 1

Anversa: 2019-2020